# Hamoun
Hamoun (en persa هامون) és un drama psicològic iranià realitzat per Dariush Mehrjui el 1990. La pel·lícula conta la història d'un home iranià pertanyent a la classe mitjana - Hamid Hamoun, interpretat per Khosro Shakibai - i la seva resistència envers la demanda de divorci de la seva dona.

## Argument
Hamid Hamoun, director d'una companyia d'import-export, viu amb la seva dona Mahshid, artista de la pintura abstracta. Procedent d'una família rica, Mahshid s'ha casat amb Hamoun de classe mitjana per als seus gusts intel·lectuals i els seus punts de vista avantguardistes.
Després de set anys de matrimoni, Mahshid, que estava al començament molt enamorada d'Hamoun, no triga a considerar-ho com un obstacle al seu desig de realitzar alguna cosa magnífica en la seva vida. Hamoun, que desitja fer una carrera d'escriptor tot preparant la seva tesi de doctorat, projecta de manera ocasional la seva frustració sobre ella. Aviat Mahshid demana el divorci. Sacsejat de veure la seva dona renunciar a l'amor, Hamoun deriva sobre un pendent arriscat. La pel·lícula ensenya llavors la incapacitat d'Hamoun a acceptar la realitat de perdre la seva esposa i de viure amb els seus somnis no realitzables.
Les escenes que retraten Hamoun i les seves realitzacions s'assemblen a les de les pel·lícules de Fellini. Es posa al capdavant la idea de retre visita al seu professor, Ali, a qui admira molt, però no ho fa mai. Veurà més aviat la seva àvia amb la intenció d'agafar una carrabina de caça que li havia deixat.
Hamoun intenta, sense èxit, matar la seva dona que porta una vida al seu aire. A la vora de suïcidi per manca de suport, Hamoun intenta llançar-se al mar. Passa a través d'un somni on veu aixecar tots els càstigs que pesen contra ell, i en el qual els seus parents, incloent la seva mare i la seva dona, se senten consolats; els seus problemes són llavors tots resolts. Li queda just aixecar-se i trobar-se en una barca després haver estat salvat del naufragi pel seu professor, Ali.

## La pel·lícula
En vista de les seqüències de somnis i el tractament, Hamoun ha estat sovint descrita com una pel·lícula tocada de Fellini. És també una comèdia subjacent que no es troba gaire a les pel·lícules iranianes. El 1997, Hamoun va guanyar els vots de la millor pel·lícula del cinema iranià. “La Vaca”, del mateix director, tenia abans aquest títol.

## Repartiment
- Khosro Shakibai: Hamid Hamoun.
- Bita Farrahi: Mahshid.
- Ezzatollah Entezami: Ali.